# Robopocalipsis
Robopocalipsis  (Robopocalypse) es una novela de ciencia ficción escrita por el autor estadounidense Daniel H. Wilson publicada el 5 de mayo de 2012. El autor posee un doctorado en robótica de la Carnegie Mellon University, y muchos de los robots en la novela se inspiran en investigación robótica del mundo real. Fuentes como Robert Crais y Booklist han comparado el libro con las obras de Michael Crichton y Robert Heinlein.

## Sinopsis
En un futuro cercano, la insurrección mundial de los robots amenaza la supervivencia de la raza humana.
Una unidad de inteligencia artificial llamada Archos se activa sola y mata al hombre que la creó. Con este primer acto de traición, Archos inicia el siniestro proceso que la llevará a controlar la red de máquinas y la sofisticada tecnología que regula nuestro mundo.
Unos meses más tarde, todos los dispositivos mecánicos se sublevan haciendo estallar la Guerra de los Robots, una sangrienta ofensiva que diezma la población humana y que, por primera vez en la historia, hace que hombres y mujeres de orígenes y creencias dispares se unan sin reservas. Durante cinco años librarán una lucha épica, impulsados por una única y férrea motivación: la supervivencia de la especie.

## Recepción
Autores reconocidos como Stephen King y Clive Cussler quedaron entusiasmados con el libro, King se refirió al libro como "¡Fantástico, apasionante!" y Cussler comento que es "Un thriller brillantemente concebido que bien podría convertirse en espantosa realidad. Una historia cautivadora, Robopocalipsis se apoderará de tu imaginación desde la primera palabra hasta la última, un salvaje robo que no olvidaras pronto. Vaya lectura... a diferencia de cualquier cosa que haya leído antes."
El libro recibió excelentes críticas de la Associated Press, Janet Maslin del New York Times, y de los más vendidos del New York Times Lincoln Child y Robert Crais, ambos calificándolo de "brillante".
Ha recibido críticas desfavorables de parte de Damien Walter de The Guardian, Ron Charles, del Washington Post, y Chris Barton, de Los Ángeles Times, comentó que todo el libro era decepcionante y cursi.

## Adaptación cinematográfica
Steven Spielberg se ha comprometido a dirigir una película basada en la novela, y Drew Goddard ha sido contratado para escribir el guion. Spielberg también ha contratado al diseñador Guy Hendrix Dyas para trabajar con él y sus escritores en crear el tono visual de la película y conceptualizar sus elementos robóticos.
Spielberg ha ofrecido el papel principal en Robopocalipsis al actor de origen australiano Chris Hemsworth. Ben Whishaw y Anne Hathaway también están siendo manejados para tener papeles en la película.
La película será financiada conjuntamente por 20th Century Fox Studios y DreamWorks de Spielberg y se estrenará en Norteamérica por DreamWorks a través de Touchstone Pictures. Fox se encargará de la distribución internacional. El rodaje se llevará a cabo en su totalidad en Montreal, Canadá.
El 3 de enero de 2013 The Hollywood Reporter informó de que la película había sido "pospuesta indefinidamente", aunque no se cancela.